# Rhodobates amorphopa
Rhodobates amorphopa är en fjärilsart som beskrevs av Edward Meyrick 1938. Rhodobates amorphopa ingår i släktet Rhodobates och familjen äkta malar. Inga underarter finns listade.